# Нордаль, Сальвёр
Сальвёр Нордаль (исл. Salvör Nordal; род. 21 ноября 1962) — исландский философ. Доктор философии (2014), профессор (2021). Уполномоченный по правам ребёнка с 1 июля 2017 года.

## Биография
Родилась 21 ноября 1962 года. Родители: Йоуханнес Нордаль (Jóhannes Nordal; 11 мая 1924 — 5 марта 2023), бывший управляющий Центральным банком и Доура Гвюдьоунсдоуттир Нордаль (Dóra Guðjónsdóttir Nordal; 28 марта 1928 — 26 мая 2017), пианистка и домохозяйка. Оулёв Нордаль — одна из шести детей. Её сёстры и братья: историк искусства и музейный работник Бера (род. 1954), Сигюрдюр (род. 1956), профессор Гвюдрун (род. 1960), политик Оулёв Нордаль (1966—2017) и актриса Марта (род. 1970).
В 1982 году окончила среднюю школу второй ступени в Сюнде (MS) в Рейкьявике.
В 1989 году получила степень бакалавра искусств (B.A.) по философии в Исландском университете. В 1992 году получила степень магистра философии (MPhil) по социальной справедливости в Стерлингском университете в Шотландии. Училась в докторантуре в Университете Калгари в Канаде, в 2014 году получила степень доктора философии.
В период с 1984 по 1994 год работала в различных СМИ, была журналистом в газете Morgunblaðið, писала статьи для журналов, работала над программами на радиостанции Bylgjan, телеканале Stöð 2 и телеканале RÚV.
С 1984 по 1986 год — администратор Фестиваля искусств в Рейкьявике и кинофестиваля в Рейкьявике. С 1989 по 1994 год — администратор Исландской танцевальной труппы.
С 2000 по 2001 год — преподаватель на почасовой оплате в средней школе второй ступени в Сюнде (MS) в Рейкьявике.
С 1998 по 1999 год — преподаватель на почасовой оплате в Исландском университете. С 1990 по 1994 год занимала различные должности в Центре этики Исландского университета (Siðfræðistofnun HÍ), с 2000 по 2001 года — руководитель проектов в Центре, с 2001 по 2017 год — директор Центра. С 2008 года — член правления Музея искусств (Listasafn) Исландского университета. С 2001 года — преподаватель на почасовой оплате Исландского университета. В 2015—2017 годах — преподаватель философии. С 2019 года — преподаватель с частичной занятостью, с 2021 года — профессор Исландского университета.
С 2008 по 2013 год — член исландского Комитета по этике научных исследований.
В январе 2009 года альтинг включил её в рабочую группу по этике и служебному поведению, которая сотрудничала со Следственной комиссией о причинах исландского банковского краха 2008 года. Доклад Следственной комиссии был представлен альтингу 12 апреля 2010 года.
Баллотировалась на выборах 27 ноября 2010 года членов Конституционного (Учредительного) собрания (Stjórnlagaþing). Верховный суд Исландии признал выборы в Конституционное собрание недействительными по процедурным основаниям. Альтинг издал 24 марта 2011 года постановление о формировании Конституционного Совета (Stjórnlagaráð), в состав которого были назначены 25 членов, набравших наибольшее число голосов на выборах 27 ноября 2010 года, в том числе Сальвёр Нордаль. Конституционный Совет начал работу 6 апреля. Сальвёр Нордаль была избрана председателем. 27 июля 2011 года Конституционный Совет завершил свою работу, и через два дня его председатель передал проект Конституции в альтинг.
В 2014—2017 годах — член правления компании Hagar.
Назначена Уполномоченным по правам ребёнка. Вступила в должность 1 июля 2017 года, сменила Маргрьет Марию Сигюрдардоуттир (Margrét María Sigurðardóttir), которая занимала должность с 2007 по 2017 год. Переназначена на пятилетний срок 1 июля 2022 года. 
Автор множества научных статей в области этики и философии.

## Личная жизнь
Бывший муж — музыкант Эггерт Паульссон (Eggert Pálsson; род. 1960). У пары двое сыновей: Паудль (Páll Eggertsson; род. 1997) и Йоуханнес (Jóhannes Eggertsson; род. 2002).